# ميزان قباني

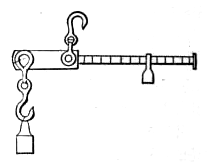
رسم لميزان قباني يعود للقرن التاسع عشر.

الميزان القباني هو ميزان ذو عارضة مستقيمة بها أذرع غير متساوية الطول، به ثقل ينزلق على تدريج في الذراع الأطول لتقدير الوزن.